# CTS Eventim Austria
Die CTS Eventim Austria GmbH, ist Teil der europaweit agierenden CTS-Eventim-AG-Gruppe und mit Tochtergesellschaften in der Slowakei, Ungarn, Slowenien, Kroatien, Serbien, Rumänien und Bulgarien die Zentrale (Head Office) der CTS Eventim für Zentral- und Südosteuropa. Der Hauptsitz der Firma befindet sich im 6. Wiener Gemeindebezirk.

## oeticket.com
Die Marke oeticket.com ist eine Marke der CTS Eventim Austria GmbH und die mit Abstand stärkste und bekannteste Ticketvertriebsmarke in Österreich (57,6 % ungestützte und 83,5 % gestützte Bekanntheit in der 14–59-jährigen Bevölkerungsgruppe). Mit über elf Millionen verkauften Karten jährlich (2017), durchschnittlich 75.000 verwalteten Events und mehr als 4.000 aktiven Verkaufsstellen ist oeticket.com die führende Vertriebsmarke von Eintrittskarten in Österreich.

## Firmenstruktur
Die CTS Eventim Austria GmbH wurde 1995 durch Andreas Egger als Ticket Express GmbH in Wien gegründet. Im Jahr 2016 übernahm Christoph Klingler als CEO das Unternehmen. 1996 wurden die österreichischen Tochterfirmen unter Beteiligung wesentlicher regionaler Veranstalter aufgebaut. Das ungarische Ticketing-Geschäft wurde 1999 in die Ticket Express Hungary Kft. mit Sitz in Budapest ausgelagert. 1999 erwarb die CTS Eventim AG 75 % der Anteile. 2003 wurden Tochtergesellschaften in der Slowakei, Slowenien und Kroatien gegründet. 2005 folgten Gründungen in Bulgarien und Serbien. 2007 nahm das Vertriebsnetz in Rumänien den Betrieb auf und seit 2014 ist die CTS Eventim Marktführer in allen Märkten, auf denen sie vertreten ist.

## Ticketing
Das Hauptgeschäft der CTS Eventim Austria GmbH ist Ticketing und damit auch die Bereiche Zugangskontrollsysteme, Eventreisen und Online-Ticket-Solutions.